# كلاش أوف كلانس
كلاش أوف كلانس (بالإنجليزية: Clash of Clans) وتعني بالعربية صراع العشائر، هي لعبة إستراتيجية طُورت من قبل شركة سوبر سيل، وهي شركة ألعاب تفرعت من شركة هلسنكي في فنلندا.

## اللعبة

لعبة كلاش أوف كلانس أثناء مرحلة التدريب

تقوم فكرة لعبة كلاش أوف كلانس على السماح للاعبيها بإنشاء عالمهم الخاص، حيث يقوم اللاعب بالمهمات العسكرية كتدريب الجنود وصنع الجرعات عبر معامل خاصة، ومهاجمة اللاعبين الآخرين للحصول على الذهب والإكسير وإكسير الظلام ، في حين يستطيعون بناء أنظمة الدفاع وأنظمة الهجوم، يمكن للاعبين استخدام خاصية الدردشة المحملة في اللعبة والتواصل أثناء اللعب، وكذلك استدعاء الدعم من أصدقائهم وأقربائهم.

## طريقة اللعب
يقوم اللاعبون بتشكيل مجتمعات تسمى العشائر وتدريب القوات ومهاجمة لاعبين آخرين لكسب الموارد، هناك أربع موارد في اللعبة. يمكن استخدام الذهب والإكسير لبناء وترقية الدفاعات والفخاخ التي تحمي قرية اللاعب من هجمات اللاعبين الآخرين وبناء المباني وترقيتها، يتم استخدام الإكسير وإكسير الظلام أيضًا لترقية القوات والتعاويذ، سابقاً كان يستخدم لتدريب القوات ولكن التدريب الآن مجاني. الأحجار الكريمة أو الجواهر هي العملة المميزة التي يمكن من خلالها شراء العمال أو بنائين، والموارد والمباني وبعض الزينة. يتم تصنيف الهجمات على مقياس من ثلاث نجوم ويبلغ أقصى طول زمني لها ثلاث دقائق. تقام بعض الدوريات والحروب داخل القبيلة، منها الحروب العادية، والتي تكون بين قبيلتين، صاحب النجوم الأعلى يفوز في الحرب واذا كانت كمية النجوم متساوية بين القبيلتين يتم تحديد الفائز حسب كمية الدمار (الدمج) في القرى، تكون الحرب مدتها 48 تقسم إلى 24 استعدادات للحرب و 24 ساعة مهلة الهجوم فيها، وحرب القبائل التي يتحارب فيها 7 قبائل مع بعضها، ويحدد الفائز من خلال كمية كسبه للنجوم داخل كل حرب، وصاحب النجوم الأكثر يتم ترقية إلى مستوى أعلى من المستوى الذي وصل إليه.

## الترقية
لإجراء ترقية أو تطوير في مباني القرية يجب ان تحصل على عدد من البناة، حيث ان اللعبة تبدأ ببناء واحد ويجعلك النظام تشتري واحد آخر من بناة مجاناً، ولكن يمكن للاعب أن يمتلك ما يصل إلى خمسة بنائين من خلال شرائهم بالجواهر ويمكن للاعب الحصول على العامل السادس من خلال إكمال مهام في قاعدة البناء، أو ما تسمى بالقرية الليلية.

## القوات
تتشكل القوات في لعبة كلاش أوف كلانس من ثلاث مستويات، القوات العادية، والخارقة، والأبطال.

#### قوات الإكسير
- البربري
- رامية السهام (آرشر).
- الغوبلن (سارق الموارد).
- العملاق
- مدمر الجدران (هياكل عظمية تحمل القنابل).
- البالون (المنطاد)
- الساحر (الويزرد).[11]
- المعالجة (هلر)
- التنين
- البيكا (شكله يشبه فارس الساموراي).
- التنين الصغير
- عامل المنجم
- التنين الكهربائي.
- ييتي (وحش لونه أرجواني)
- راكب التنين

#### قوات إكسير الظلام
- الغولم
- راكب الخنزير (رجال يهاجمون الدفاعات بالمطارق)
- كائنات المنيون
- فالكيري (فتاة ذات شعر برتقالي تحمل الفأس)
- الساحرة (وتستطيع أن تستدعي هياكل عظمية)
- كلب الحمم (لافا) (ينجذب إلى الدفاعات الجوية عند موته ينقسم إلى عدة وحدات أصغر منه ولكن تشبهه)
- الباولر (عملاق أزرق يحمل حجارة).
- غولم الجليد
- صيادة الأبطال

### القوات الخارقة
هي قوات خاصة عند تفعيلها، يمكن تدريبها في قائمة تدريب الجيش، ومن مميزاتها:
- يتطلب تفعيلها قاعة المدينة 11
- يكلف تفعيل القوات الخارقة أكسير الظلام أو يمكنك استخدام الجرعة الخارقة لتفعيلها مجانًا.
- يمكنك تفعيل قوتين خارقتين في آن واحد.
- أثناء تفعيلها يمكنك الاستمرار في تدريب القوات العادية منها.
- لا تُحذف من معسكرات الجيش عند انتهاء صلاحيتها.

### الأبطال
فرقة مشاة خاصة تتكون من:
- الملك البربري (يتميز بخاصية الغضب واستدعاء بعض البرابرة).
- الملكة رامية السهام (تتميز بقدرة الاختفاء لمدة معينة واستدعاء راميات سهام أخريات).
- الآمر الكبير (يتميز بخاصية الطيران ويستطيع أن يحمي باقي الجنود عن طريق الاختفاء ولديه قدرة الشفاء).
- البطلة الملكية (تتميز بإنجذابها للدفاعات وتدميرها ولديها قدرة عند تفعيلها تستطيع أن تلحق ضرر بأكثر من دفاع في وقت واحد).[13]

## المباني
تقوم المستخرجات بإنتاج الذهب والإكسير وإكسير الظلام، وتخزينهم في مخازن خاصة، والدفاع عن القرية، وتدريب القوات التي يتم الهجوم بها، وتطويرهم.
- المدفع.
- برج رامية السهام.
- الجدار
- مدفع الهاون (بالإنجليزية: Mortar).
- المضادات الجوية (الدفاعات الجوية).
- برج الساحر.
- المراقب الجوي
- برج تيسلا مخفي.
- برج القنابل.
- القوس (الإكس بو).
- برج النار (الانفيرنو).
- مدفعية النسر.
- المنجنيق.

أبنية الموارد
- كوخ البناء
- مستخرج الإكسير
- مخزن الإكسير.
- منجم الذهب.
- مخزن الذهب.
- مستخرج إكسير الظلام.
- مخزن إكسير الظلام.[15]

مباني الجيش
- معسكر الجيش.
- الثكنات (بالإنجليزية: Barracks).
- ثكنات الظلام (بالإنجليزية: Dark Barracks).
- المعمل.
- الورشة.
- مصنع السحر (بالإنجليزية: Spell Factory).
- مصنع سحر الظلام.
- بيت الحيوانات الاليفة.
- الملك البربري.
- الملكة رامية السهام.
- الآمر الكبير.
- البطله الملكية.[16]

الفخاخ
- القنابل
- فخ الزنبرك (القفز)
- قنابل جوية
- قنابل عملاقة
- ألغام  جوية مطاردة
- فخاخ الهياكل العظيمة
- فخ الإعصار

مباني أخرى
- قاعة المدينة.
- قلعة القبيلة.
- عناصر الزينة.

## العشيرة
يمكن للاعبين الانضمام إلى عشائر (بالإنجليزية: Clans)، يمكن من خلال العشائر عمل حروب العشائر (بالإنجليزية: clan wars) والحصول على الدعم والدردشة بين أعضاء العشيرة، تقسم درجات العضوية في العشائر إلى:
1. القائد.
2. قائد مساعد.
3. عضو مميز.
4. عضو.
5. عضو جديد.

## الدوريات
هي عدد الكؤوس التي يجمعها اللاعب من كل الهجمات الناجحة ودفاعات القرية الناجحة وتتكون من:
- برونزي.
- فضي.
- ذهبي.
- كريستالي
- أستاذ.
- البطل.
- الجبابرة.
- الدرجة الاسطورية.

في الدرجات الست الأولى تنقسم كل درجة إلى ثلاث درجات فرعية وهي:
- الدرجة البرونزية الثالثة تتراوح عدد نقاط بين 400 - 499.
- الدرجة البرونزية الثانية تتراوح عدد نقاط بين 500 - 599.
- الدرجة البرونزية الأولى تتراوح عدد نقاط بين 600 - 799.
- الفضي
- الدرجة الفضية الثالثة تتراوح عدد نقاط بين 800 - 999.
- الدرجة الفضية الثانية تتراوح عدد نقاط بين 1000 - 1199.
- الدرجة الفضية الأولى تتراوح عدد نقاط بين 1200 - 1399.

الذهبي
- الدرجة الذهبية الثالثة تتراوح عدد نقاط بين 1400 - 1599.
- الدرجة الذهبية الثانية تتراوح عدد نقاط بين 1600 - 1799.
- الدرجة الذهبية الأولى تتراوح عدد نقاط بين 1800 - 1999.

الكرستالي
- الدرجة الكريستالية الثالثة تتراوح عدد نقاط بين 2000 - 2199.
- الدرجة الكريستالية الثانية تتراوح عدد نقاط بين 2200 - 2399.
- الدرجة الكريستالية الأولى تتراوح عدد نقاط بين 2400 - 2599.

الاستاذ (الماستر).
- درجة الأستاذ الثالثة تتراوح عدد نقاط بين 2700 - 2799.
- درجة الأستاذ الثانية تتراوح عدد نقاط بين 2800 - 2999.
- درجة الأستاذ الأولى تتراوح عدد نقاط بين 3000 - 3199.

الأبطال
- درجة الأبطال الثالثة تتراوح عدد نقاط بين 3200 - 3499
- درجة الأبطال الثانية تتراوح عدد نقاط بين 3500 - 3799
- درجة الأبطال الأولى تتراوح عدد نقاط بين 3800 - 4099

الجبابرة
- درجة الجبابرة الثالثة تتراوح عدد نقاط بين 4100 - 4399
- درجة الجبابرة الثانية تتراوح عدد نقاط بين 4400 - 4699
- درجة الجبابرة الأولى تتراوح عدد نقاط بين 4700 - 4999

الأسطوري
- تتغير الدرجة الاسطورية كل موسم خلال 30 يوم ، وتعاد إلى الدرجة الأولى من طبقة الجبابرة، يكسب اللاعب نهاية كل موسم عدد من الكؤوس تسمى (الكؤوس الاسطورية)، مساوية لعدد الكؤوس التي كسبها فوق 5000 كأس، مثلاً (يكسب اللاعب في 5100 عدد كؤوس اسطورية تساوي 100 كأس) وتدرج ضمن الملف الشخصي للاعب مع ترتيبه العام في اللعبة.

### قاعدة البناء
أصدر تحديث جديد للعبة بتاريخ 22 مايو 2017 وضعًا جديدًا للعبة يُعرف باسم "Builder Base" أو «قاعدة البناء». يمكن للاعبين الإبحار إلى جزيرة جديدة وإنشاء قرية جديدة، مع مجموعة مختلفة من المباني والشخصيات. في هذا الوضع، يهاجم لاعبين اثنين بعضهما البعض في وقت واحد. الشخص الأكثر تضرراً أو يحصل على المزيد من النجوم يحصل على الذهب والإكسير والجوائز. يمكنك كسب المسروقات فقط من الهجوم ثلاث مرات في اثني عشر أو أربع وعشرين ساعة، ولكن يمكنك الاستمرار في الهجوم على الجوائز بعد ذلك. يمكن للاعب دفع الجواهر لتخطي فترة من الوقت. سيكون التقدم أسرع في هذه القاعدة مع إدخال برج الساعة (يسرع العملية مؤقتًا في قاعدة البناء بأكملها) ومنجم الجواهر (يستخرج الجواهر بمعدل بطيء جدًا). قدم التحديث أيضًا بطلاً جديدًا، آلة المعارك. هذا هو البطل الوحيد في اللعبة مع قدرة قابلة لإعادة الاستخدام تسمى مطرقة كهربائية. في مارس 2018، تم إصدار قاعدة البناء مستوى 8، والذي يعد حاليًا أعلى مستوى في قاعة البناء، لكن لاحقا اصدر المستوى 9 من قاعة البناء وهي حاليا المستوى الاعلى.

### عاصمة القبيلة
يتشارك أعضاء القبيلة في بناء العاصمة معًا، وتتكون عاصمة القبيلة من عدة مناطق، وتحتوي المناطق على جميع الدفاعات والفخاخ والمباني للقوات والتعويذات التي يمكنهم الاحتفاظ بها، وهنالك خطوات يجب اتباعها لتطوير وبناء عاصمة القبيلة وهي:
- يجب إعادة بناء معظم المباني من الأنقاض قبل أن تتمكن من الاستفادة منها.
- تؤدي ترقية قاعة المنطقة إلى فتح المزيد من الأنقاض.
- ستؤدي ترقية قاعة العاصمة في المنطقة الرئيسية (قمة العاصمة) إلى فتح المزيد من المناطق.

لكي يساهم الأعضاء في بناء العصامة يجب عليهم تحويل مواردهم إلى ذهب العاصمة في ورشة الصياغة، وبعد ذلك يمكنهم استخدام ذهب العاصمة للمساهمة في تطوير وبناء المباني، وللمساهم يجب ان تتم على مراحل وهي:
- يستخدم اللاعبون ذهب العاصمة لإعادة بناء الأنقاض إلى مبان وترقيتها.
- يحتاج المبنى إلى عدة مساهمات من ذهب العاصمة لتتم ترقيته إلى المستوى التالي.
- يرتفع مستوى المبنى على الفور بمجرد وجود مساهمات كافية للمبنى.
- يحصل اللاعبون على نقاط سمعة نظير المساهمة في المباني.

تتكون عاصمة القبيلة من 7 قرى تحتوي كل واحدة على مباني وتعويذات ومستويات مختلفة، وهذه القرى هي:
- قمة العاصمة
- معسكر البرابرة
- وادي الساحر
- بحيرة البالون
- ورشة البناء
- منحدرات التنين
- محجر الغولم

### مباريات القبيلة والعناصر السحرية
في ديسمبر 2017، قدمت سوبر سيل ألعاب العشائر، في البداية حدثًا لمرة واحدة حيث يمكن لأعضاء العشائر العمل معًا لإنجاز المهام، والتي من شأنها أن تكسب بعد ذلك نقاطًا للعشيرة، لكن هناك خطط لجعلها حدثًا أسبوعيًا. عندما يتم تجميع النقاط الكافية، سيتم فتح فئة المكافأة، ويمكن للاعبين اختيار مكافأة واحدة من كل طبقة مقفلة. قدم هذا التحديث أيضًا عناصر السحر، والتي يمكن استخدامها لتعزيز جوانب معينة من قرية اللاعب. يمكن الحصول على العناصر السحرية فقط كمكافآت من الألعاب العشائرية.

### دوري حروب القبائل
دوريات حروب القبائل هي هيكل دوريات موسمية لحرب القبائل، تشارك القبائل مرة في الشهر في مواسم مدتها أسبوع، وتواجه خلالها قبائل أخرى من نفس مستوى المهارة يوميًا، تكون دوريات حروب القبائل إما برونزية أو فضية أو ذهبية أو كريستالية أو دوري محترفين أو دوري أبطال.
تبدأ فترة التسجيل عندما يكون موسم دوري حروب القبائل على وشك البدء، أمام قادة القبائل مهلة يومين لدخول الدوري، يجب ان يكون عدد الأعضاء بما لا يقل عن 15 لاعبًا، ولا يمكن للقبيلة المشاركة في دوري حروب القبائل إذا كانت لديها حرب قبائل عادية أو حرب ودية.

### تحديات الموسم
تمنح تحديات الموسم مكافآت أكثر كلما لعب اللاعب أكثر، ويمكن لجميع اللاعبين فتح المكافآت وجمعها على المسار الفضي، وعند شراء التذكرة الذهبية يتم فتح مكافآت خاصة، ومن مميزات هذه التحديات هي:
- تعزيز البنّاء
  - يخفض التكاليف والأوقات اللازمة لترقية المباني وتشييد مبانٍ جديدة.
  - تكلف أقل ووقت أقل في ترقيات الأبطال.
  - يقلل من تكاليف ترقية الجدران (سور القرية).
- تعزيز الأبحاث
  - يقلل التكاليف والأوقات اللازمة لإتمام الترقيات للقوات والتعويذات في المعمل.
- تعزيز التدريب
  - يخفض الوقت الخاص بتدريب الجيوش ووقت استرجاع صحة الأبطال.
- التبرع بجوهرة واحدة
- مظهر البطل

## انظر ايضاً
- كلاش أوف كينغز
- فاينغلوري

## روابط خارجية
- كلاش أوف كلانس على موقع Google Play (الإنجليزية)
- كلاش أوف كلانس على موقع IMDb (الإنجليزية)

موقع لعبة Clash of Clans الرسمي على الإنترنت.
رابط تحميل لعبة Clash of Clans على أجهزة الآي أو إس.
رابط تحميل لعبة Clash of Clans على أجهزة الأندرويد.